# 도미네촌
도미네촌(富根村)은 아키타현 야마모토군에 있던 촌이다. 현재의 노시로시 후타쓰이정 히네, 후타쓰이 고마가타에 해당한다.

## 역사
- 1889년 4월 1일 - 정촌제 시행에 의해 2촌의 구역으로 성립하였다.
- 1955년 3월 25일 - 후타쓰이정, 니아게바촌, 다네우메촌과 합병해 새로운 후타쓰이정이 성립해, 동일 도미네촌은 폐지되었다.
- 2006년 3월 21일 - 노시로 시와 후타쓰이 정이 합병해 새로운 노시로시가 성립하였다.

## 교통

### 철도
- 일본국유철도
  - 오우 본선

### 도로
- 국도 7호선